# 前田利鬯
前田 利鬯（まえだ としか）は、江戸末期の大名、明治から大正期の日本の政治家、華族。位階爵位は正二位子爵。
加賀大聖寺藩第14代（最後）藩主、同藩初代（最後）知藩事、宮中祗候太政官御用掛、修史館御用掛、掌典、貴族院子爵議員、御歌所参候などを歴任。

## 生涯
天保12年（1841年）6月12日、加賀藩主・前田斉泰の七男として生まれる。はじめ加賀藩士・前田貞事の養子となって安政元年（1854年）にその家督を継いでいたが、安政2年（1855年）に大聖寺藩で兄の利義、利行が相次いで死去したため、利行の末期養子となって跡を継いだ。
幕末期の動乱の中では、東方芝山を登用して、富国強兵を行なう。また、佐幕派として天狗党の乱、禁門の変、御所の警備、東叡山守備などで功績を挙げた。慶応4年（1868年）の戊辰戦争では幕府軍に与しようとしたが、鳥羽・伏見の戦いで幕府軍が敗れたことを知ると、やむなく新政府軍に与して北越戦争に出兵した。
明治2年（1869年）の版籍奉還で藩知事となり、明治4年（1871年）の廃藩置県で免官された。明治17年（1884年）に子爵となる。1897年（明治30年）12月15日、貴族院子爵議員補欠選挙で当選し、1904年（明治37年）7月9日まで在任した。大正9年（1920年）7月27日、東京に於いて薨去。享年80。
父、また宝生流家元・宝生友于に学んで能をよくした。素人ながら芝公園能楽堂の舞台にも立ち、また謡250番を諳んじていて、どんな曲でも求められれば即座に歌うことが出来た。晩年は失明同然であったが、それでも舞・謡ともに変わらずに勤めたという。

## 栄典
- 1887年（明治20年）12月26日 - 正四位[5]

## 家族
父母
- 前田斉泰（実父）
- 津佐、明鏡院 ー 奥村安久の娘、側室（実母）
- 前田貞事（養父）
- 前田利行（養父）

妻
- 伊東久 ー 伊東祐相の娘（正妻）
- 前田美子 ー 前田利保の娘（継妻）

側室
- 栄、玉照院 ー 玉木氏

子女
- 前田隆子 ー 子爵稲葉正縄の妻
- 前田亀子 ー 子爵前田利彭の妻

養子
- 前田利彭 ー 子爵前田利昭の三男

## 顕彰碑
2022年10月、大聖寺デジタル案内人協会によりJR大聖寺駅前の歴町センタービル入口に前田利鬯とその重用した漢学者の東方芝山の二人を顕彰する石碑が建立された。